# Ливия Оцелина
Ливия Оцелина (на латински: Livia Ocellina) е втората съпруга на Гай Сулпиций Галба, бащата на римския император Галба (68 – 69).

## Биография
Произлиза от фамилията Ливии. Дъщеря е на Луций Ливий Оцела.
Според Светоний тя е много красива и богата. Омъжва се за Гай Сулпиций Галба (суфектконсул 5 пр.н.е.) след смъртта на първата му съпруга Мумия Ахаика († 3 пр.н.е.) след раждането на второто си дете (имп. Галба) в една вила до Тарачина. Той има вече двама сина, Гай Сулпиций Галба (консул 22 г.) и бъдещия император Сервий Сулпиций Галба и Ливия се грижи за неговите деца.
Ливия осиновява Сервий Сулпиций Галба. Той получава нейното име Луций Ливий Оцела Сервий Сулпиций Галба и наследява големите ѝ имения при Тарачина. Така се свързва тясно с Ливия, съпругата на Октавиан Август и майка на Тиберий.